# Konankoira
Konankoira est une localité située dans le département de Nouna de la province du Kossi dans la région de la Boucle du Mouhoun au Burkina Faso.

## Géographie
La commune est traversée par la route nationale 14.

## Santé et éducation
Konankoira accueille un dispensaire isolé tandis que le centre de santé et de promotion sociale (CSPS) et le centre médical avec antenne chirurgicale (CMA) se trouvent à Nouna.
Le village possède un centre de formation de jeunes adultes (CFJA).